# Менгерсгеройт-Хеммерн
Менгерсгеройт-Хеммерн (нем. Mengersgereuth-Hämmern) — коммуна в Германии, в земле Тюрингия. 
Входит в состав района Зоннеберг.  Население составляет 2724 человека (на 31 декабря 2010 года)
с плотностью 143,8 /км². Занимает площадь 18,94 км². Официальный код  —  16 0 72 012.
Коммуна подразделяется на 4 сельских округа.